# استخدام طبي للفضة
تشمل الاستخدامات الطبية للفضة استخدام الفضة في ضمادات الجروح، الكريمات، ومضاد حيوي للطلاء في الاجهزة الطبية. بينما يمكن استخدام ضمادات الجروح المحتوية علي سلفاديازين الفضة، المواد النانوية للفضة علي العدوي الخارجية. وهناك القليل من الأدلة لدعم مثل هذا الاستخدام. وهناك أدلة أولية أن طلاءات الفضة في أنابيب التنفس داخل القصبة الهوائية قد تقلل من الإصابة بالإلتهاب الرئوى المرتبط بأنابيب التنفس الصناعى.
منتجات الطب البديل مثل الفضة الغروية لا يتعرف بها كمنتجات امنة أو فعالة من قبل إدارة الأغذية والعقاقير FDA.

## الاستخدامات الطبية

### كريم مضاد للجراثيم
أفاد استعراض منهجى عام 2012 أن الفضة الموضعية أظهرت سوءا في العلاج مقارنة بالضوابط ولم تظهر أي دليل للفعالية في منع عدوى الجروح. أفاد الإستعراض المنهجى لمؤسسة كوكرين:«ليست هناك أدلة كافية لاثبات ما إذا كانت الضمادات المحتوية على الفضة أو الكريمات الموضعية تساعد في التئام الجروح أو منع عدوى الجروح».
وافقت إدارة الأغذية والعقاقير بالولايات المتحدة على عدد من مستحضرات سلفاديازين الفضة الموضعية في علاج الحروق من الدرجة الثانية والثالثة.

### الضمادات
وجد استعراض منهجى عام 2012 أن الضمادات المحتوية على الفضة ليست أفضل من الضمادات غير المحتوية على الفضة في علاج الحروق. وجدت مراجعة كوكرين عام 2012 أن ضمادات الهيدروكلويد المحتوية على الفضة ليست أفضل من ضمادات الألجينات في علاج قرح القدم السكرية. لم تعثر مراجعة كوكرين عام 2010 على أدلة كافية لتحديد ما إذا كانت الضمادات المحتوية على الفضة تفيد في زيادة أو تقليل العدوى أو تؤثر على معدلات الشفاء. مراجعة أخرى عام 2010 وجدت بعض الادلة على أن الضمادات المشربة بالفضة تحسن من شفاء الجروح والتقرحات على المدى القصير. المؤلف الرئيسى لهذه الورقة هو متكلم لاحدى الشركات المصنعة لاحدى الضمادات المحتوية على الفضة قيد الدراسة. استعراض منهجى عام 2009 وجد أن الضمادات الفضية تحسن من التئام الجروح وجودة الحياة عند معالجة الجروح المزمنة.استعراض اخر عام 2009 خلص إلى أن الأدلة التي تدعم استخدام الفضة ذات الرغاوى في معالجة الجروح المزمنة ليست قاطعة ولكن وجدت أن الرغاوى المحتوية على الفضة أدت إلى انخفاض أكبر في حجم الجروح وأكثر فعالية في معالجة التسريب والرائحة من الضمادات غير المحتوية على الفضة. وجدت مراجعة كوكرين عام 2008 أنه على الرغم من بعض النتائج الإيجابية المحتملة، فمعظم هذه التجارب ذات عيوب وذات فائدة قليلة تذكر. أثار الاستعراض شواغل بشأن التأخير في الوقت المناسب لالتئام الجروح وزيادة عدد الضمادات المستخدمة عند استخدام سلفاديازين الفضة (SSD) خلال المدة الكاملة للعلاج.استعراض منهجى اخر عام 2008 خلص إلى أن الأدلة تبين تأثير ايجابى عام للضمادات المحتوية على الفضة المستخدمة في علاج الجروح المزمنة ولكن أثارت شواغل من أن تكون جودة هذه التجارب محتملة ويحتمل أن تكون منحازة.
وقد تمت الموافقة على استخدام عدد من الضمادات المحتوية على الفضة كعوامل مضادة للجراثيم من قبل إدارة الأغذية والعقاقير بالولايات المتحدة.

### أنابيب التنفس الصناعي بالقصبة الهوائية
بعض الأدلة المحدودة تقترح أن استخدام أنابيب التنفس الصناعي المغطاة بالفضة ربما قد تقلل من الإصابة بحالات الالتهاب الرئوى المرتبطة بأجهزة التنفس الصناعي (VAP) وتأخير الإصابة به، على الرغم من أنه قد لا توجد فائدة خلال مدة استخدام الأنبوب، أو مدة البقاء في العناية المركزة أو معدلات الوفاة. وقد أُثيرت بعض الشواغل المتعلقة بالطبيعة المعماة لهذه الدراسات. غير معروف إذا ما كانت هذه الدراسات فعالة من حيث التكلفة، وبحاجة إلى المزيد من التجارب العلمية ذات الجودة العالية.
أقرت إدارة الأغذية والعقاقير بالولايات المتحدة عام 2007 أن استخدام أنابيب التنفس الصناعي مع طلاء خفيف من الفضة يقلل من خطر الإصابة بالالتهاب الرئوى المتعلق باجهزة التنفس الصناعى.

### القسطرة
لا تدعم الأدلة انخفاض خطر الإصابة بعدوى المسالك البولية عند استخدام القسطرة المطلاة بسبائك الفضة. ترتبط هذه القسطرة بتكلفة أكبر من نظيراتها.
كلورهيكسيدين-الفضة-سلفاديازين المستخدم في القسطرة الوريدية المركزية يقلل من معدلات الإصابة بالعدوى المتصلة بمجرى الدم.

### فيلم الأشعة السينية
كانت تستخدم لوحات تصوير هاليد الفضة مع التصوير بالأشعة السينية القياسية قبل وصول التقنيات الرقمية ويبقى فيلم الاشعة السينية الفضية مشهورا لدقته، والفعالية من حيث التكلفة، خاصةً في البلدان النامية حيث لا تتوفر تكنولوجيا الأشعة السينية الرقمية عادة.

### استخدامات أخرى
استخدمت مركبات الفضة في المستحضرات الخارجية كمطهرات، بما في ذلك كلا من: نترات الفضة وبروتيناتى الفضة، التي يمكن استخدامها في المحلول المخفف كقطرة لمنع التهاب الملتحمة في الأطفال حديثي الولادة. تستخدم نترات الفضة أيضا في بعض الاحيان كعلاج لبعض الامراض الجلدية في الصورة الصلبة كمادة كاوية لعلاج بعض الأمراض الجلدية مثل الذرة والبثور. تستخدم الفضة أيضا في الأطراف الصناعية وجراحة العظام الترميمية وأجهزة القلب. يبدو فلوريد ديامين الفضة كعامل فعال للحد من تسوس الاسنان. تستخدم أسيتات الفضة كوسيلة مساعدة للمساعدة في الإقلاع عن التدخين; استعراض عام 2012 بالرغم من ذلك لم يجد أي فعالية لاسيتات الفضة في الإقلاع عن التدخين بعد مدة قدرها 6 أشهر وإذا كانت هناك اى فعالية فستكون صغيرة.

## الأعراض الجانبية
على الرغم من انخفاض سمية الفضة الا أن الجسم البشرى لا يستفد من الفضة بيولوجيا عند استنشاقها، أو بلعها، أو حقنها، أو استخدامها موضعيا، فسوف تتراكم الفضة بصورة لا رجعة فيها في الجسم، ولا سيما في الجلد، ويمكن أن يؤدي الاستخدام المزمن للفضة جنبا إلى جنب مع التعرض لأشعة الشمس إلى حالات التشوه المعروفة بالتفضض التي يصبح فيها لون الجلد ازرقا أو رمادي-ذات زرقة. حالات التفضض الموضعية يمكن أن تحدث نتيجة للاستخدام الموضعي للكريمات والمحاليل المحتوية على الفضة، بينما بلع، أو استنشاق، أو حقن الفضة يمكن أن يؤدي إلى حالات التفضض المعممة. وقد بلغ عن تقارير أولية للعلاج بالليزر. هذه العلاجات بالليزر مؤلمة وتتطلب إلى التخدير العام. استخدم علاج بالليزر مماثل لإزالة جزيئات الفضة من العين، وهي حالة متعلقة بالتفضض تسمى التصبغ بالفضة. تصف وكالة المواد السامة وسجلات الأمراض (ATSDR) التفضض كمشكلة «تجميلية» 
بينما يقتصر التفضض عادة تغير لون الجلد فان هناك تقارير متفرقة عن مضاعفات عصبية أو كلوية أو كبدية أخطر ناجمة عن تناول الفضة الغروية.
جاءت واحدة من الحوادث التي حظيت بتغطية إعلامية من حالات التفضض عام 2008 عندما ظهر رجل يدعى بول كاراسون والذي تغير لون جلدة إلى الأزرق عند استخدام الفضة الغروية لأكثر من 10 سنوات لعلاج التهاب الجلد، ظهر على برنامج NBC. توفى عام 2013 بعمر 62.
وقد تتفاعل الفضة الغروية مع بعض الأدوية والوصفات الطبية، وتحد من امتصاص بعض المضادات الحيوية وهرمون الغدة الدرقية.
بعض الناس لديهم حساسية للفضة، وهذا يتعارض مع استخدام العلاجات والأجهزة الطبية المحتوية على الفضة لمثل هؤلاء الناس. وبالرغم من هذا فان الأجهزة الطبية المحتوية على الفضة تستخدم على نطاق واسع في المستشفيات، ولم يتم إجراء أي اختبار دقيق لهذه الأجهزة بعد.

## تنقية المياه
استخدمت الفضة المنحلة كهربائيا كعامل لتطهير المياة، على سبيل المثال، إمدادات مياة الشرب من محطة مير اوربتال الروسية ومحطة الفضاء الدولية.
العديد من المستشفيات الحديثة تستخدم مرشحات النحاس والفضة لتنقية الماء الساخن والوقاية من عدوى الليجيونيلا والمكورات العنقودية الذهبية المقاومة للميثيسللين.:29 تتضمن منظمة الصحة العالمية استخدام الفضة في الحالة الغروية نتيجة التحلل الكهربائى لاقطاب الفضة في الماء، والفضة الغروية في مرشحات المياة كاثنين من اساليب عدة لتعقيم المياة وتوفير مياة امنة للشرب في البلدان النامية. على طول هذه الخطوط تم استخدام نظام ترشيح مغطى بجزيئات الفضة أنشئ بواسطة Ron Rivera من شركة Potters for Peace في البلدان النامية لتعقيم المياة (في هذا التطبيق استخدمت الفضة لمنع نمو الميكروبات على ركائز المرشحات، للحيلولة دون انسدادها وليس لتعقيم المياة المرشحة مباشرة).

## آلية العمل
الفضة ومعظم مركبات الفضة لها تأثير فعال بالمقادير القليلة وسام للبكتيريا، والطحالب، والفطريات في المختبر. من بين العناصر التي يكون لها هذا التأثير، فإن الفضة هي الأقل سمية للبشر. هذا التأثير المضاد للجراثيم من الفضة يعتمد على تأين الفضة. تستند فعالية مركبات الفضة كمطهر إلى قدرة أيون الفضة النشط بيولوجيا (Ag+) لاحداث اضرار لا رجعة فيها في نظم الانزيمات الاساسية في اغشية خلايا مسببات المرض. منذ فترة طويلة عرف أن التأثير المضاد للجراثيم من الفضة يعزز بوجود حقل كهربائى وبتطبيق تيار كهربائى عبر أقطاب الفضة فان هذا يعزز التأثير المضاد للجراثيم في الأنود، وهذا بسبب خروج جزيئات الفضة إلى الوسط البكتيري. التأثير المضاد للجراثيم للأقطاب المطلية بمركبات الفضة النانوية تحسن إلى حد كبير في وجود مجال كهربائى.
عند استخدام الفضة كمطهر موضعي فانها قد تندمج بالبكتيريا التي تقتلها وبهذا قد تكون البكتيريا المقتولة مصدر للفضة التي يمكن ان تقتل المزيد من البكيتريا.

## الطب البديل
الفضة الغروية (الغروانية تتألف من جسيمات الفضة المعلقة في السائل) والتركيبات المحتوية على أملاح الفضة كانت تستخدم من قبل الأطباء في اوائل القرن 20، ولكن توقف استخدامها إلى حد كبير في الاربعينات من القرن الماضى عقب تطوير المضادات الحيوية الحديثة الأكثر أمنا وفعالية. منذ التسعينات وتم الترويج تسويقيا لاستخدام الفضة كعلاج بديل، مع مطالبات واسعة النطاق باستخدامها «كترياق لعلاج امراض عدة». وظلت منتجات الفضة الغروية متاحة في العديد من البلدان كمكملات غذائية وعلاجات مثلية، على الرغم من أنها ليست فعالة في علاج أي حالة معروفة، كما أنها تنطوي على خطر الإصابة بالأثار الجانبية الدائمة لمستحضرات التجميل مثل التفضض وأمراض أكثر خطورة مثل الحساسية، فضلا عن التفاعل مع الأدوية والوصفات الطبية.
منذ عام 1990 تقريبا، كان هناك عودة لترويج الفضة الغروية كمكملات غذائية أو علاجات مثلية، وتسويقها مع مطالبات بكونها كمكمل معدنى أساسى، أو امكانية منعها أو علاج العديد من الأمراض مثل السرطان، والمرض السكرى، وفيروس نقص المناعة البشرية / الإيدز، القوباء، والسل. ولا توجد أدلة طبية تدعم فعالية الفضة الغروية لأى من هذه الدلائل المطالب بالتعويض عنها. الفضة ليست معدن أساسى في البشر، ولا يوجد اى احتياج غذائى للفضة، ومن ثم، لا يوجد شئ يسمى بنقص الفضة. لا يوجد هناك أي دليل على أن الفضة الغروية تعالج أو تمنع أي من الأمراض، ويمكن أن تسبب أثار جانبية لا رجعة فيها محتملة وخطيرة مثل التفضض. في أغسطس عام 1999 حظرت «إدارة الاغذية والعقاقير الأمريكية» بائعي الفضة الغروية من المطالبة بأى قيمة علاجية أو وقائية لهذا المنتج، على الرغم من ان المنتجات المحتوية على الفضة يتواصل تشجيع استخدامها كمكملات غذائية في الولايات المتحدة تحت المعايير التنظيمية المرنة لاستخدام المكملات الغذائية. وقد أصدرت إدارة الأغدية والعقاقير «العديد من رسائل التحذير» لمواقع الإنترنت التي تواصل تعزيز استخدام الفضة الغروية كمضاد حيوي أو غير ذلك من الاستخدامات الطبية. وعلى الرغم من الجهود التي تبذلها إدارة الأغذية والعقاقير فان منتجات الفضة لا تزال متاحة على نطاق واسع في الاسواق حتى اليوم. وقد اقترح استعراض مواقع الويب أن تعزيز استخدام بخاخات الأنف المحتوية على الفضة أن هذه المعلومات قد تكون مضللة وغير دقيقة.
في عام 2002 وجدت إدارة السلع العلاجية الأسترالية (TGA) أنه لا توجد استخدامات طبية مشروعة للفضة الغروية أو أي دليل يدعم مزاعم تسويقها. المركز الوطنى للصحة المتكاملة والتكميلية بالولايات المتحدة يحذر من أن مطالبات التسويق للفضة الغروية قد تكون غير معتمدة علميا، وأن محتوى المكملات المسوقة للفضة تختلف على نطاق واسع، وأن منتجات الفضة الغروية يمكن ان يكون لها اثار جانبية خطيرة مثل التفضض. في عام 2009
أصدرت إدارة الأغذية والعقاقير بالولايات المتحدة نصيحة استهلاكية حول الاثار السلبية للفضة الغروية، وقالت انه «لا توجد أي ادوية محتوية على الفضة تؤخذ عن طريق الفم يمكن تسويقها قانونيا عن طريق وصفات طبية أو بدونها». أقرت Quackwatch أن المكملات الغذائية المحتوية على الفضة الغروية ليست امنة أو فعالة لعلاج اى مرض. تقارير المستهلك تصنف الفضة الغروية «كمكمل يجب تجنبه»، واصفة اياها بأنها «غير امنة». وتقر مجلة لوس أنجلوس تايمز أن استخدام الفضة الغروية كعلاج هو احتيال ذو تاريخ طويل، مع وجود دجالين يزعمون استخدامها لعلاج السرطان، الايدز، السل، مرض السكرى والعديد من الأمراض الأخرى.
قد يكون من غير القانوني بالنسبة للسوق منع علاج للسرطان، وفي بعض الولايات القضائية قد يكون استهلاك الفضية الغروية غير قانونى. في عام 2015 تم مقاضاة رجل بريطانى وادانته تحت قانون السرطان لعام 1939 لبيع الفضة الغروية مع مزاعم بقدرتها على علاج السرطان.

## التاريخ
ناقش أبقراط في كتاباته استخدام الفضة في العناية بالجروح. في بدايات القرن العشرين استخدم الجراحون خيوط الفضة بشكل روتيني للحد من خطر العدوى. في أوائل القرن العشرين استخدم الاطباء قطرة تحتوى على الفضة لعلاج مشاكل العيون، والاصابات المختلفة، وفي بعض الاحيان لبعض الامراض الداخلية مثل الظرب الاستوائى، والصرع، ومرض السيلان، ونزلات البرد. أثناء الحرب العالمية الأولى، استخدم الجنود الأوراق الفضية لعلاج الجروح المصابة.
قبل الأخذ بالمضادات الحيوية الحديثة استخدمت الفضة الغروية كعامل قاتل للجراثيم ومطهر. ومع تطور المضادت الحيوية الحديثة في أربعينات القرن الماضى، تناقص استخدام الفضة كعامل مضاد للميكروبات.
سلفاديازين الفضة هو مركب يحتوى على الفضة والمضاد الحيوي سلفاديازين الصوديوم والذي تم تطويرة في عام 1968.

## التكلفة
أنفقت خدمة الصحة الوطنية في المملكة المتحدة حوالى 25 مليون جنية استرلينى على الضمادات المحتوية على الفضة في عام 2006. تمثل الضمادات المحتوية على الفضة حوالى 14% من اجمالى الضمادات المستخدمة وحوالى 25% من تكاليف ضمادات الجروح عموما.
وقد أبديت مخاوف حول التكلفة البيئية المحتملة للمواد النانوية الفضية المصنوعة في التطبيقات الاستهلاكية المستخدمة في البيئة، على سبيل المثال قد تشكل خطرا على الكائنات الحية في التربة الحميدة.